# Nyárád
Nyárád is een plaats (község) en gemeente in het Hongaarse comitaat Veszprém. Nyárád telt 969 inwoners (2001).